# Wahl des deutschen Bundespräsidenten 1989
- SPD: 419
- Grüne: 67
- CDU/CSU: 479
- FDP: 71
- REP: 1
- Unabh.: 1

Bei der Wahl zum deutschen Bundespräsidenten 1989 wurde Richard von Weizsäcker durch die 9. Bundesversammlung am 23. Mai 1989 als sechster Bundespräsident wiedergewählt.
Er erhielt 881 von 1022 abgegebenen Stimmen (108 Nein-Stimmen, 30 Enthaltungen) im ersten Wahlgang. Mangels anderer Nominierungen stand zum ersten und bisher einzigen Mal nur ein einziger Kandidat zur Wahl.
Die Wahl fand – ebenso wie die von 1974, 1979 und 1984 – in der Beethovenhalle in Bonn statt.
Es war die letzte Bundespräsidentenwahl vor dem (zu diesem Zeitpunkt noch unvorhersehbaren) Mauerfall am 9. November 1989.
Seit der Wiedervereinigung Deutschlands (3. Oktober 1990) tagt die Bundesversammlung (wie zuvor schon von 1954 bis 1969) wieder in Berlin.
Von Weizsäcker war am 23. Mai 1984 erstmals gewählt worden.
Er hatte am 8. Mai 1985, genau 40 Jahre nach Ende des Zweiten Weltkriegs, eine Rede gehalten, die von vielen sehr positiv rezipiert wurde und die auch bei seinem Tod (2015) noch gewürdigt wurde.

## Bundesversammlung
Die Bundesversammlung wurde gemäß § 8 BPräsWahlG erstmals von einer Frau, der Präsidentin des Bundestages, Rita Süssmuth, geleitet.
Nach Art. 54 Abs. 5 GG ist gewählt, wer im ersten oder zweiten Wahlgang „die Stimmen der Mehrheit der Mitglieder der Bundesversammlung erhält“. 1989 waren hierzu 520 Stimmen notwendig. In dem weiteren 3. Wahlgang ist der Kandidat mit den meisten Stimmen gewählt. In der Bundesversammlung verfügte die CDU/CSU mit 479 Delegierten über die meisten Sitze, aber nicht mehr die absolute Mehrheit. Trotzdem unterstützen SPD und FDP mit ihren 419 bzw. 71 Delegierten den populären Richard von Weizsäcker. Auch die Grünen mit 67 Delegierten stellten diesmal keine eigene Kandidatin auf, womit es erstmals nur einen Kandidaten gab.
| Partei       | Partei | Mitglieder | Mitglieder | Mitglieder |
| Partei       | Partei | Bund       | Länder     | gesamt     |
| ------------ | ------ | ---------- | ---------- | ---------- |
| CDU/CSU      |        | 234        | 245        | 479        |
| SPD          |        | 193        | 226        | 419        |
| FDP          |        | 48         | 23         | 71         |
| Grüne        |        | 43         | 24         | 67         |
| Republikaner |        | –          | 1          | 1          |
| Unabhängige  |        | 1          | –          | 1          |
| Gesamt       | Gesamt | 519        | 519        | 1038       |

## Ergebnis
| Wahlgang                                                               | Kandidat                 | Stimmenzahl | Anteil | Partei | Partei | Unterstützter            |
| ---------------------------------------------------------------------- | ------------------------ | ----------- | ------ | ------ | ------ | ------------------------ |
| 1. Wahlgang                                                            | Richard von Weizsäcker   | 881         | 84,9 % |        | CDU    | CDU/CSU, SPD, FDP, Grüne |
| 1. Wahlgang                                                            | Nein-Stimmen             | 108         | 10,4 % |        |        |                          |
| 1. Wahlgang                                                            | Enthaltungen             | 30          | 2,9 %  |        |        |                          |
| 1. Wahlgang                                                            | Ungültige Stimmen        | 3           | 0,3 %  |        |        |                          |
| 1. Wahlgang                                                            | Nicht abgegebene Stimmen | 16          | 1,5 %  |        |        |                          |
| Damit war Richard von Weizsäcker wieder zum Bundespräsidenten gewählt. |                          |             |        |        |        |                          |

## Weblink
- Informationen zur Bundesversammlung auf der Homepage des Bundestages